# Борети
Бо́рети (черног. Boreti, серб. Борети) — посёлок в общине Будва, Черногория. 

## Географическое положение
Борети расположен между городом Будва и посёлком Бечичи. Расстояние до Подгорицы — 35 км, длина пути по шоссе — 63,2 км. Высота центра над уровнем моря — 12 метров.

## Население
В 2011 году число жителей Борети составило 333 человека, из них 173 женщины и 160 мужчин.
Динамика численности населения Борети:
| Год           | 1948 | 1953 | 1961 | 1971 | 1981 | 1991 | 2003 | 2011 |
| Число жителей | 132  | ↘127 | ↗128 | ↗213 | ↗534 | ↘187 | ↗231 | ↗333 |

Национальный состав Борети в 2003 году:

## Описание
Борети является популярным туристическим местом на Будванской ривьере. Здесь расположены отели Mediteran, Tara, Montenegro, Magnolia Villas, Iberostar Bellevue, Delmar Residence, Nadezda, аквапарк и знаменитое казино Merit Casino Royal Splendid. Граница посёлка проходит через территорию фешенебельного отеля Splendid. В туристических изданиях, в частности, в «Оранжевом гиде», Борети не упоминается, и самую узкую часть его территории, острым клином врезающуюся между Будвой и Бечичи, также называют Бечичи.

## Галерея

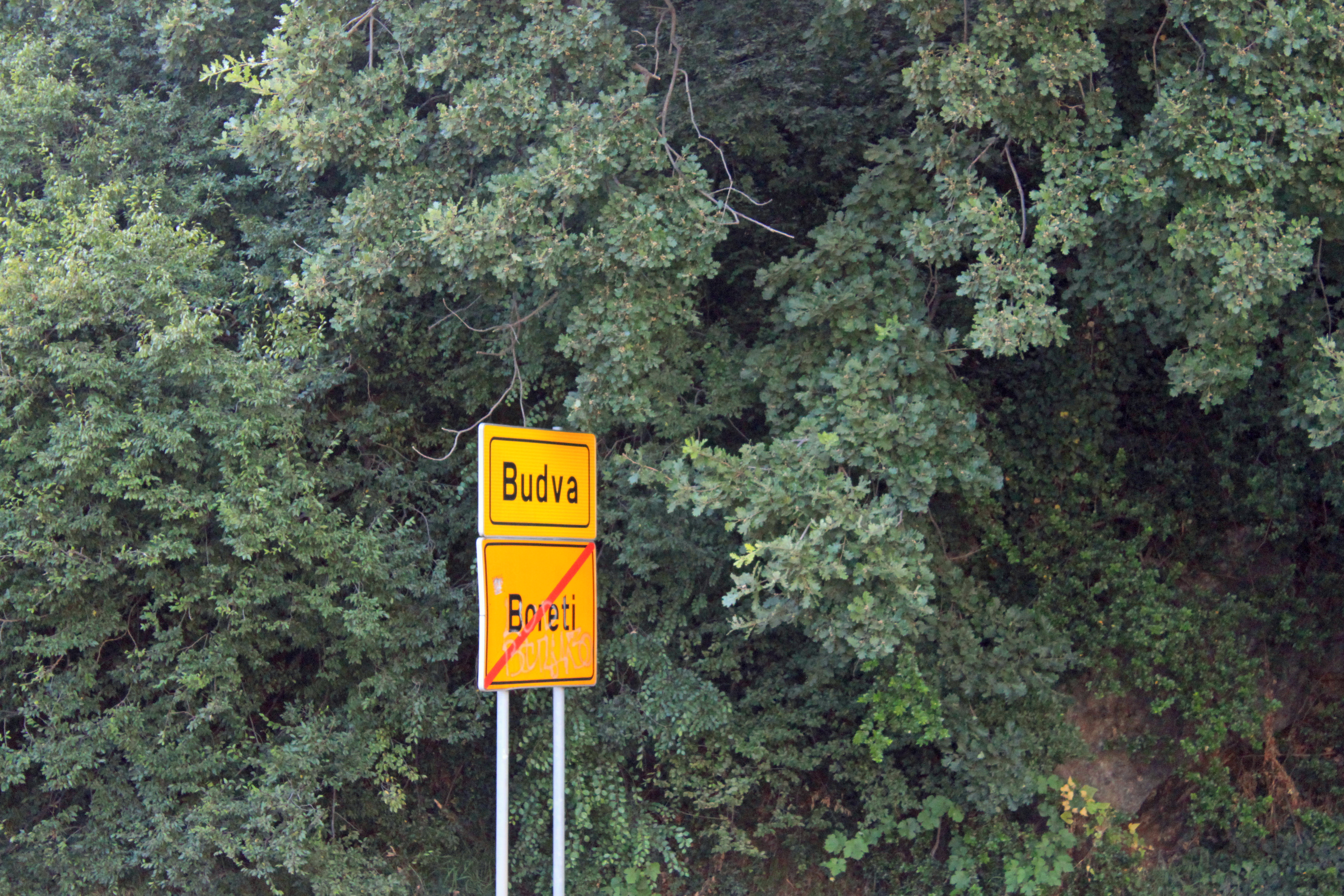
Дорожный знак на шоссе Ядранский путь
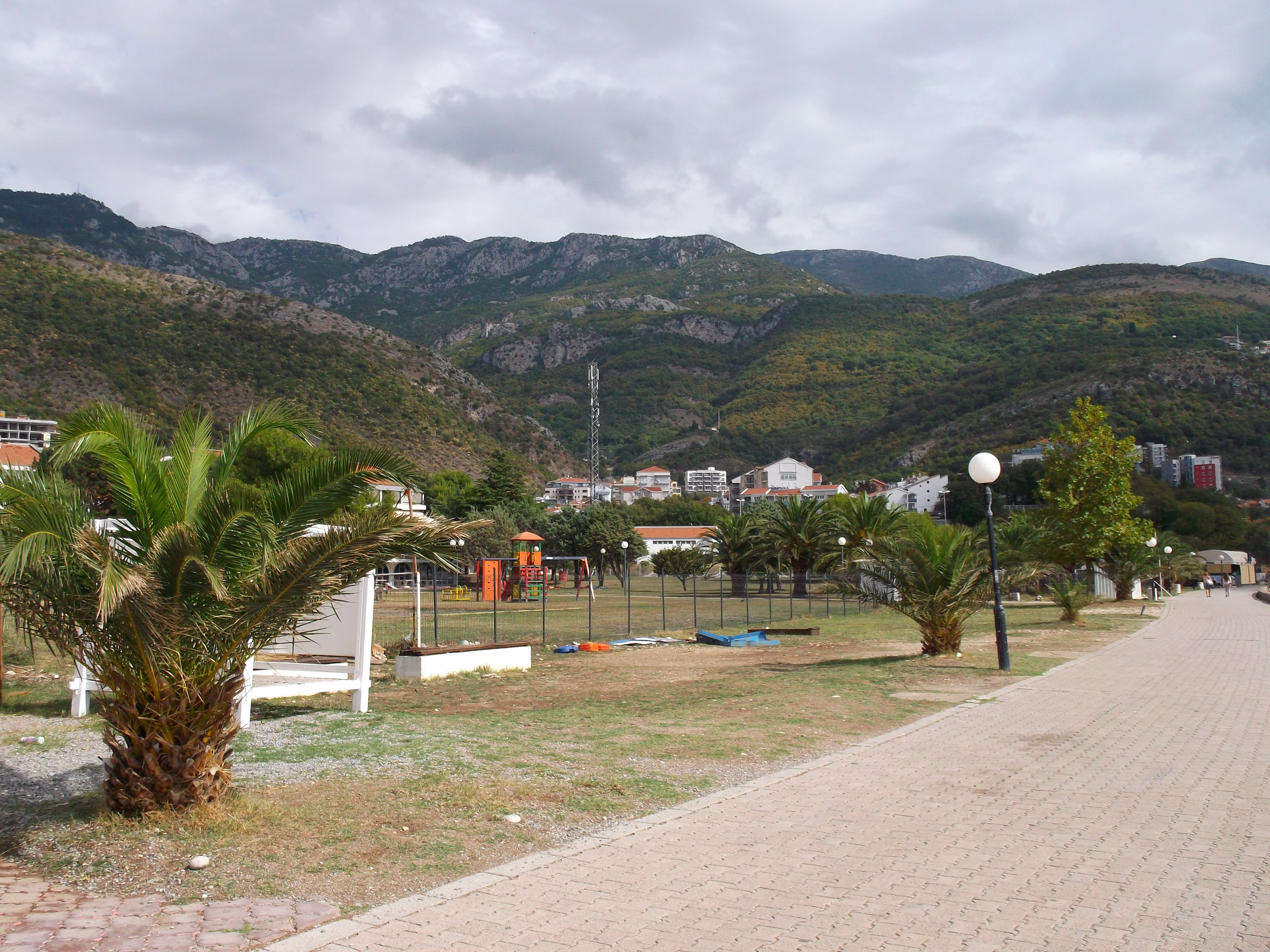
Линия горизонта в Борети
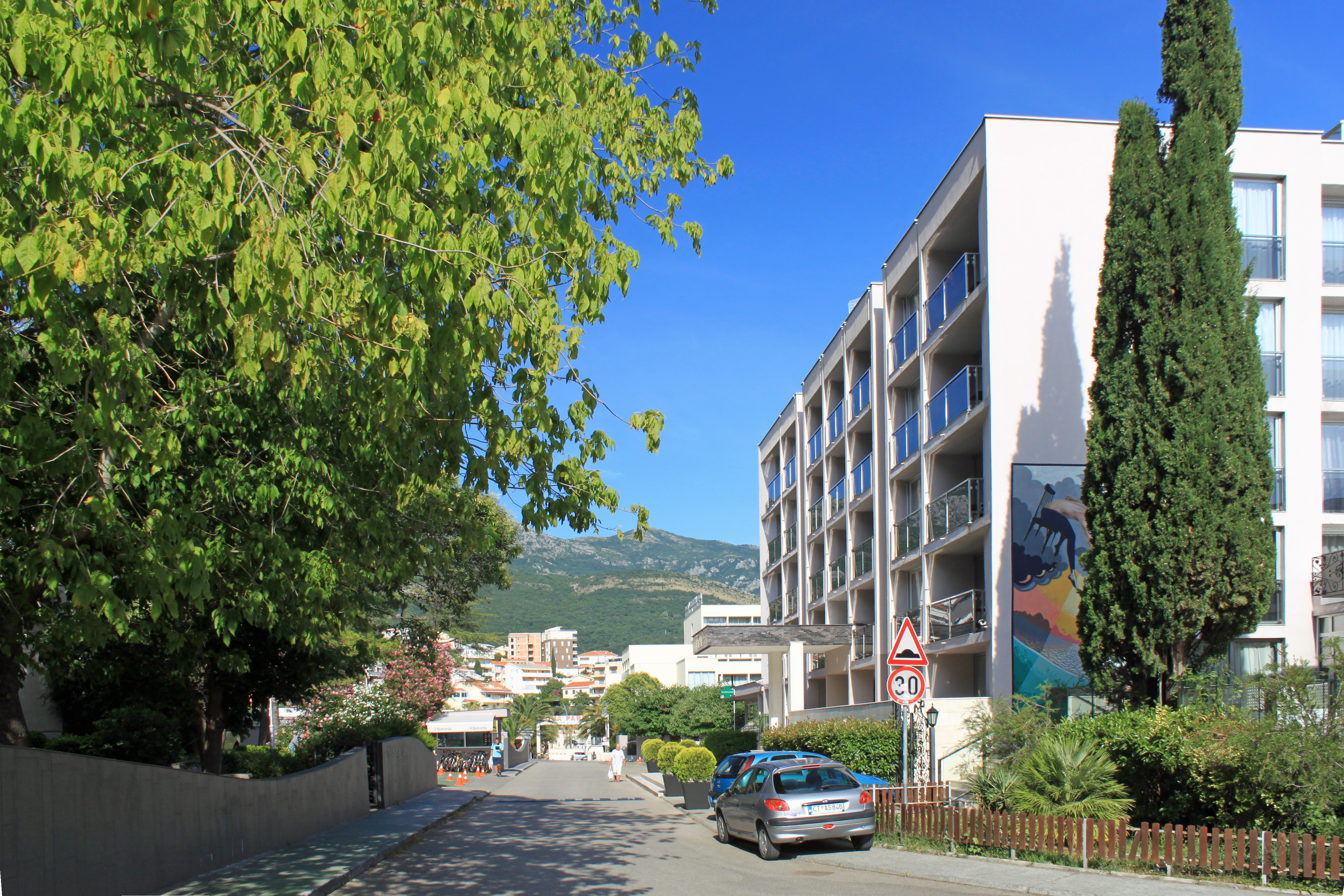
Дорога между отелями Tara и Magnolia Villas
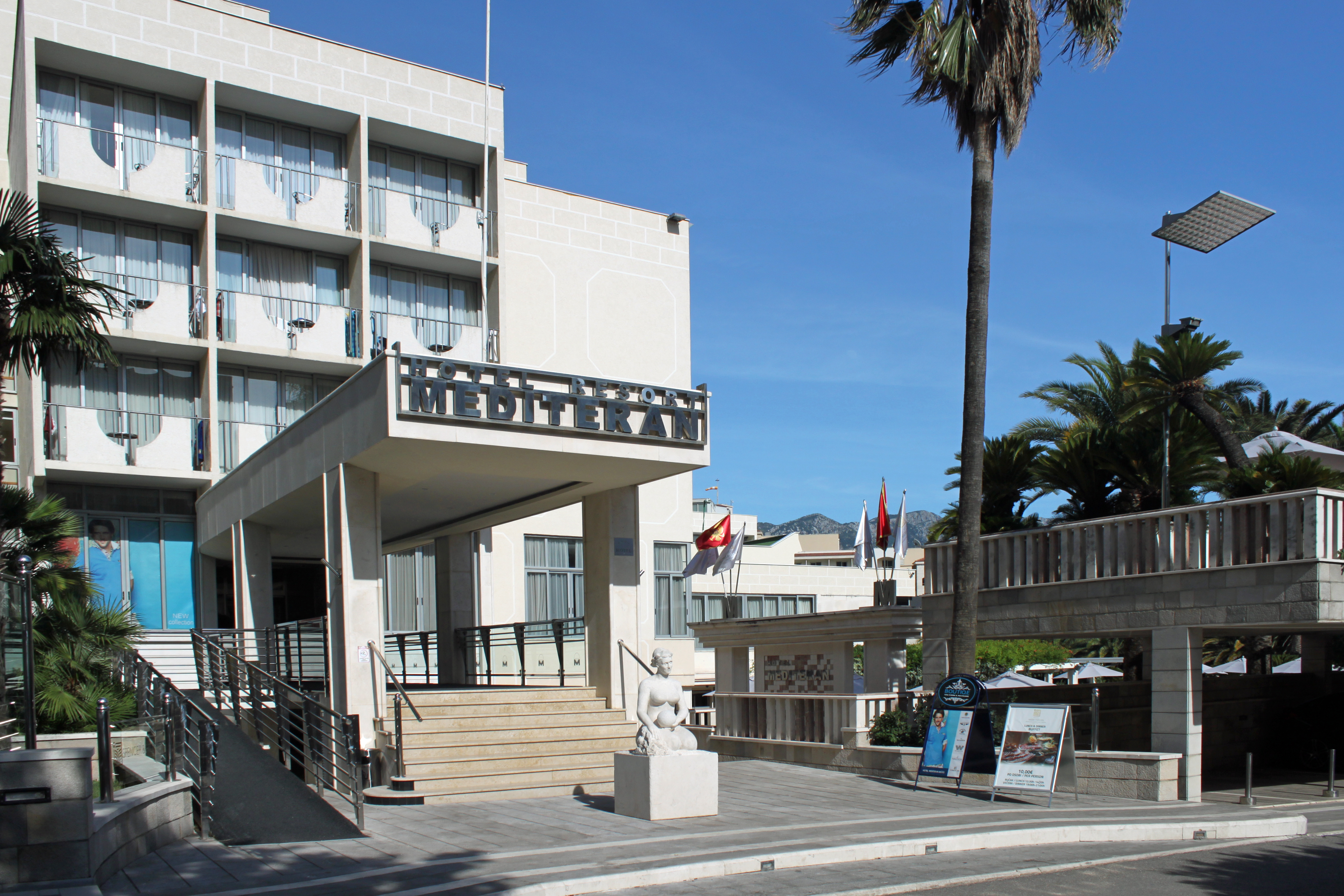
Вход в отель Mediteran
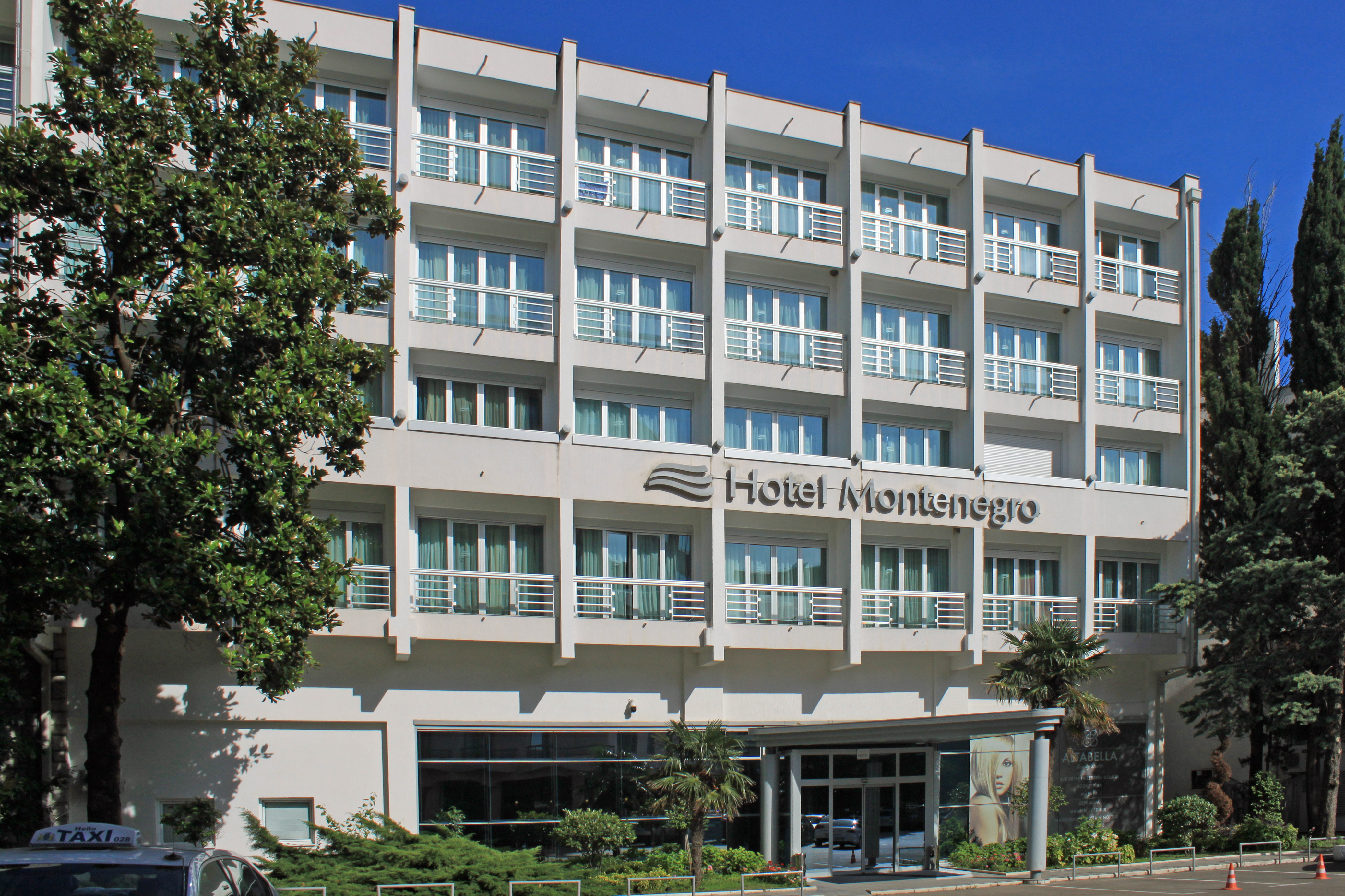
Вход в отель Montenegro
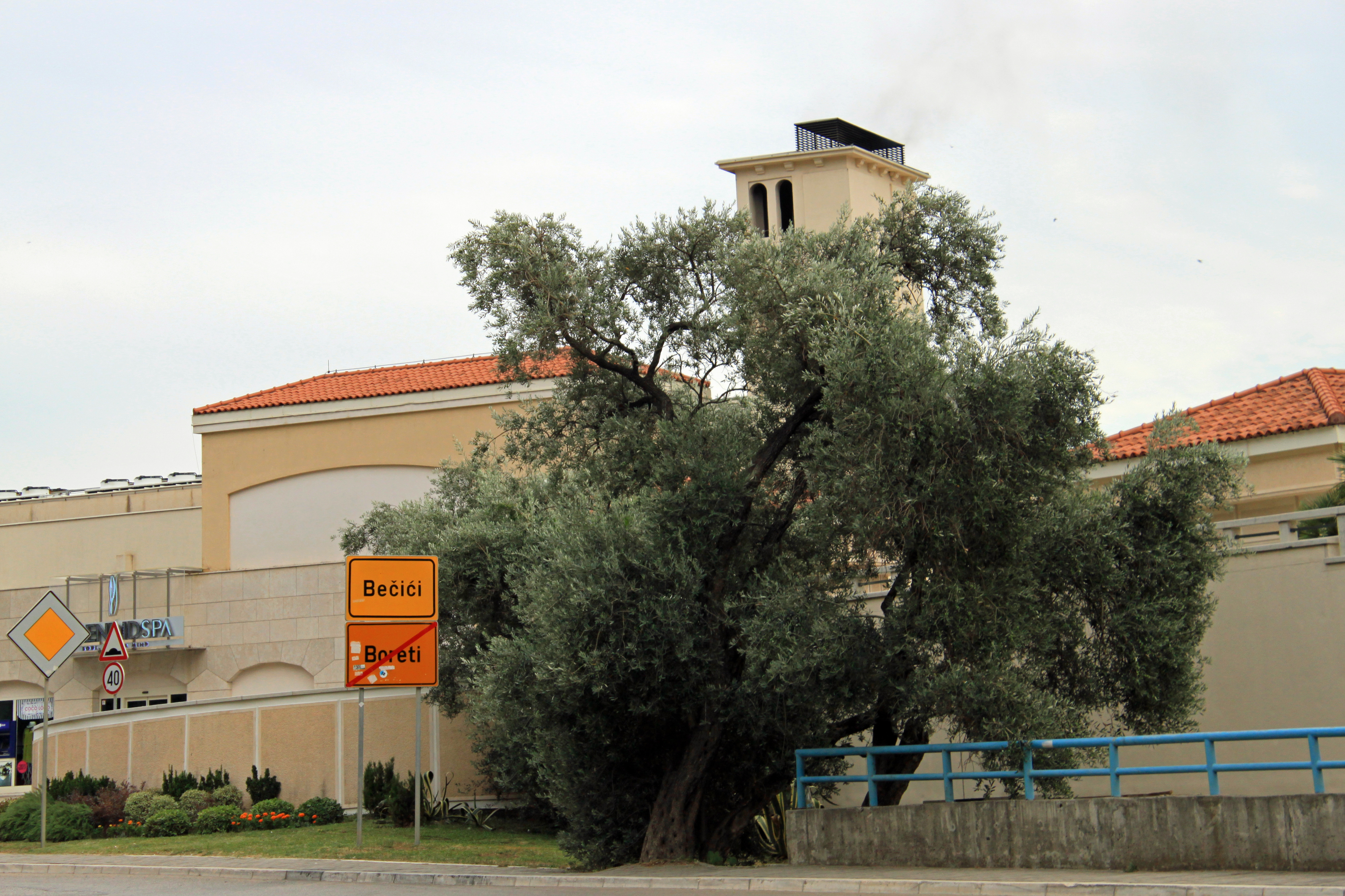
Граница между Бечичи и Борети возле отеля Splendid